# بني دربة (خيران المحرق)

تعديل مصدري - تعديل

بني دربة هي إحدى قرى عزلة غربى الخميسين بمديرية خيران المحرق التابعة لمحافظة حجة، بلغ تعداد سكانها 367 نسمة حسب تعداد اليمن لعام 2004.